# شاربویتس
شاربویتس (به آلمانی: Scharbeutz) یک شهر در آلمان است که در استهلشتاین واقع شده‌است. شاربویتس ۱۱٬۸۶۲ نفر جمعیت دارد.